# 新竹市議會第九屆議員列表
新竹市議會第九屆議員由20歲以上之設籍新竹市市民，於2014年11月29日公民直選選出，任期四年，無連任次數之限制。

## 選區
本屆新竹市議員選舉劃分為6個選區，應選33席，各選區議員席次分配如下：
- 第一選區（市議員東區[2]，應選11席）：東區東門聯里、東勢聯里、埔頂聯里、建功聯里
- 第二選區（市議員南區，應選4席）：東區竹蓮聯里、南門聯里
- 第三選區（市議員西區，應選2席）：北區西門聯里、客雅聯里
- 第四選區（市議員北區，應選9席）：北區士林聯里、湳雅聯里、北門聯里、南寮聯里
- 第五選區（6席）：香山區
- 第六選區（1席）：平地原住民

## 名單
| 選區     | 政黨       | 姓名   | 備註                                                                        |
| -------- | ---------- | ------ | --------------------------------------------------------------------------- |
| 第一選區 | 民主進步黨 | 曾資程 |                                                                             |
| 第一選區 | 民主進步黨 | 鄭宏輝 |                                                                             |
| 第一選區 | 民主進步黨 | 鄭貴元 |                                                                             |
| 第一選區 | 民主進步黨 | 劉聲正 | 原 台灣團結聯盟，於任內加入民進黨                                           |
| 第一選區 | 中國國民黨 | 段孝芳 | 遞補原議員謝希誠，因競選期間買票，於2016年4月14日高等法院宣判當選無效定讞。 |
| 第一選區 | 中國國民黨 | 李國璋 |                                                                             |
| 第一選區 | 中國國民黨 | 鍾淑英 |                                                                             |
| 第一選區 | 中國國民黨 | 張祖琰 |                                                                             |
| 第一選區 | 中國國民黨 | 鄭正鈐 |                                                                             |
| 第一選區 | 無黨籍     | 余邦彥 | 原 中國國民黨，於任內被國民黨撤銷黨籍                                       |
| 第一選區 | 無黨籍     | 羅文熾 |                                                                             |
| 第二選區 | 民主進步黨 | 施乃如 |                                                                             |
| 第二選區 | 中國國民黨 | 徐信芳 |                                                                             |
| 第二選區 | 無黨籍     | 許修睿 | 副議長                                                                      |
| 第二選區 | 無黨籍     | 許文棟 |                                                                             |
| 第三選區 | 民主進步黨 | 鄭正宗 |                                                                             |
| 第三選區 | 中國國民黨 | 陳治雄 |                                                                             |
| 第四選區 | 民主進步黨 | 吳秋榖 |                                                                             |
| 第四選區 | 民主進步黨 | 李妍慧 | 原無黨籍，於任內加入民進黨                                                  |
| 第四選區 | 中國國民黨 | 吳青山 |                                                                             |
| 第四選區 | 中國國民黨 | 蕭志潔 |                                                                             |
| 第四選區 | 中國國民黨 | 顏政德 |                                                                             |
| 第四選區 | 無黨籍     | 孫鍚洲 |                                                                             |
| 第四選區 | 無黨籍     | 陳清全 |                                                                             |
| 第四選區 | 無黨籍     | 黃美慧 |                                                                             |
| 第四選區 | 無黨籍     | 謝文進 | 議長                                                                        |
| 第五選區 | 民主進步黨 | 林盈徹 |                                                                             |
| 第五選區 | 中國國民黨 | 鄭成光 |                                                                             |
| 第五選區 | 中國國民黨 | 林耕仁 |                                                                             |
| 第五選區 | 中國國民黨 | 賀玉燕 | 依婦女保障名額當選                                                          |
| 第五選區 | 無黨籍     | 吳國寶 |                                                                             |
| 第五選區 | 無黨籍     | 陳啓源 |                                                                             |
| 第六選區 | 中國國民黨 | 林慈愛 |                                                                             |

## 政黨席次
- 中國國民黨：14席
- 無黨籍：10席
- 民主進步黨：9席